# Silene antarctica
Silene antarctica là loài thực vật có hoa thuộc họ Cẩm chướng. Loài này được Ped. miêu tả khoa học đầu tiên.